# Ca' de Vèn
La Ca' de Vèn è uno storico ristorante ed enoteca italiano, della città di Ravenna, Italia, aperto dal 1975.

## Storia
Il ristorante enoteca Ca' de Vèn è ospitato nel quattrocentesco Palazzo Rasponi, denominato Domus Magna, nel cuore della città di Ravenna.
La storia di questo esercizio è dunque legata alla storia del Palazzo dove già dal 1704 trovava luogo l’Osteria della Corona poi trasferita nell’adiacente Casa Pizzetti. Dopo essere stato sede dal 1877 della drogheria Bellenghi , è nel 1975 che nasce la Ca' de Vèn come enoteca dei vini della Romagna e luogo di ristorazione.
Il soffitto a volte è arricchito da affreschi che risalgono al '700 e gli arredi sono quelli originali del 1876.
Si trova in Via Corrado Ricci, a Ravenna.